# Catonetria caeca
Catonetria caeca is een spinnensoort in de taxonomische indeling van de hangmatspinnen (Linyphiidae).
Het dier behoort tot het geslacht Catonetria. De wetenschappelijke naam van de soort werd voor het eerst geldig gepubliceerd in 1994 door Alfred Frank Millidge & Ashmole.